# مجلة تنس الريشة للرياضة والترفيه
تم نشر مجلة تنس الريشة للرياضة والترفيه بين عامي 1895 و 1923 والمجلة رياضية من تحرير واتسون. كان مقر الصحيفة في لندن. تم تسمية عشرة عناوين مختلفة خلال حياته. تسعة ناشرين وسبع طابعات.
كتب كريس هارت التاريخ المفصل والفهرس والببليوغرافيا. تتكون المجلة من 406 صفحات وتحتوي على صور لمعظم الكتاب والرسامين في المجلة. يصدر في منتصف أغسطس 2021.
"قصص الرياضة الغريبة" ، سلسلة من ستة وأربعين قصة نشرت في المجلة بين عامي 1906 و 1909 ، أعيد طبعها في شكل كتاب. بقلم كريس هارت. يتكون الكتاب من 508 صفحات وصدر في أكتوبر 2021.

## انظر ايضا
مكتبة تنس الريشة[بحاجة لمصدر]